# 백예린
백예린(白藝潾, 1997년 6월 26일~)은 대한민국의 가수이다. 대전광역시에서 태어났으며, 10살 때 SBS 《놀라운 대회 스타킹》에 출연하여 주목을 받았다. 이후 JYP 엔터테인먼트 공채 1기 오디션에서 2등을 하며 합격, 연습생 생활을 하다가 2012년 10월부터 2019년 8월까지 동향 출신의 박지민과 함께 여성 듀오 15&로 활동했다. 2016년 6월 20일 자정에 새로운 디지털 싱글 앨범 《bye bye my blue》를 발표하기로 했다. 그녀는 이미 《우주를 건너》라는 솔로곡으로 큰 인기와 사랑을 받아 '감성 음색 여신'이라는 수식어까지 붙었다. 2019년 9월 14일에 JYP와의 계약 만료 후, 2019년 11월 6일에 블루바이닐이라는 1인 레이블로 독립했다.
2019년 12월 10일 정규 1집 'Every letter I sent you.'를 발매하였고 2020년 12월 10일에 정규 2집 'tellusboutyourself'를 발매하였다.

## 학력
- 대전태평초등학교 (졸업)
- 중학교 졸업학력 검정고시 (합격)
- 한림연예예술고등학교 실용음악과 (졸업)
- 성공회대학교 영어영문학, 디지털콘텐츠학 (학사)

## 음반
- 2014년 JYP Nation Korea 2014 `One Mic` 〈문득〉 (With 조권, Jun.K)
- 2015년 언프리티 랩스타 SEMI FINAL 2 〈On & On〉 (With 육지담)
- 2015년 미니 1집 《FRANK》
- 2016년 싱글 《Bye bye my blue》
- 2016년 싱글 《Love you on Christmas》
- 2019년 미니 2집 《Our love is great》
- 2019년 정규 1집 《Every letter I sent you.》
- 2020년 정규 2집 《tellusboutyourself》
- 2021년 EP 《tellusboutyourself Remixes》
- 2021년 EP 《선물》
- 2022년 싱글 《너머 (The Other Side)》
- 2022년 싱글 《물고기》
- 2023년 싱글 《New Year》

### OST
- 《시카고 타자기 OST Part 2》 (2017년)
- 《에이틴 2 OST Part 1》 (2019년)
- 《사랑의 불시착 OST part 4》 (2019년)

### 피처링
- 2015년 올티 〈설레〉
- 2015년 산이 〈Me You〉
- 2017년 딘 〈넘어와〉
- 2017년 더 콰이엇 〈Light〉
- 2018년 구원찬 〈너는 어떻게〉
- 2019년 펀치넬로 〈낙서〉
- 2020년 pH-1 〈Nerdy love〉
- 2020년 코드쿤스트<KnoCK>
- 2020년 루피 <NEO SEOUL LOVE>
- 2020년 서사무엘 <개나리>
- 2020년 The BLANK Shop <We are all muse>

## 수상목록
- 2020년 멜론뮤직어워즈 TOP 10